# Ctenotus
Ctenotus (смугастий сцинк або гребневухий сцинк) — рід сцинкоподібних ящірок родини сцинкових (Scincidae). Представники цього роду є ендеміками Австралії.

## Опис
Загальна довжина представників цього роду коливається від 10 до 30 см. Тулуб витягнутий, тонкий, переходить у довгий хвіст. Хвіст дорівнює довжині тулуба. Очі добре розвинені, нижня повіка вкрита лускою. Зовнішній слуховий прохід являє собою досить широку, добре помітну щілину. Кінцівки дуже добре розвинені, мають по 5 пальців. Спинна луска гладенької або дещо кілевата. Забарвлення різноманітне з контрастними довгими поздовжніми смугами й цятками. Смуги починається від шиї або середини спини, з боків у низки видів розташовані рядки блідих крапочок. 

## Спосіб життя
Полюбляють посушливі місцини, пустелі та напівпустелі. Найшвидші серед австралійських сцинків. Більшу частину життя проводять на поверхні землі та на невисоких гілках. Харчуються комахами, іноді ловлять дрібніших ящірок. Відкладають яйця.

## Види
Рід Ctenotus нараховує 108 видів:
- Ctenotus agrestis S. Wilson & Couper(інші мови), 1995
- Ctenotus alacer Storr, 1970
- Ctenotus alleni Storr, 1974
- Ctenotus allotropis Storr, 1981
- Ctenotus angusticeps Storr, 1988
- Ctenotus aphrodite Ingram & Czechura, 1990
- Ctenotus arcanus Czechura & Wombey, 1982
- Ctenotus ariadnae Storr, 1969
- Ctenotus arnhemensis Storr, 1981
- Ctenotus astarte Czechura, 1986
- Ctenotus astictus Horner, 1995
- Ctenotus atlas Storr, 1969
- Ctenotus australis (Gray, 1838)
- Ctenotus borealis Horner & King, 1985
- Ctenotus brachyonyx Storr, 1971
- Ctenotus brevipes Storr, 1981
- Ctenotus brooksi (Loveridge(інші мови), 1933)
- Ctenotus burbidgei Storr, 1975
- Ctenotus calurus Storr, 1969
- Ctenotus capricorni Storr, 1981
- Ctenotus catenifer Storr, 1974
- Ctenotus coggeri Sadlier, 1985
- Ctenotus colletti (Boulenger, 1896)
- Ctenotus decaneurus Storr, 1970
- Ctenotus delli Storr, 1974
- Ctenotus duricola Storr, 1975
- Ctenotus dux Storr, 1969
- Ctenotus ehmanni Storr, 1985
- Ctenotus essingtonii (Gray, 1842)
- Ctenotus euclae Storr, 1971
- Ctenotus eurydice Czechura & Wombey, 1982
- Ctenotus eutaenius Storr, 1981
- Ctenotus fallens Storr, 1974
- Ctenotus gagudju Sadlier, Wombey & Braithwaite, 1986
- Ctenotus gemmula Storr, 1974
- Ctenotus grandis Storr, 1969
- Ctenotus greeri Storr, 1979
- Ctenotus halysis Horner, 2009
- Ctenotus hanloni Storr, 1980
- Ctenotus hebetior Storr, 1978
- Ctenotus helenae Storr, 1969
- Ctenotus hilli Storr, 1970
- Ctenotus iapetus Storr, 1975
- Ctenotus impar Storr, 1969
- Ctenotus ingrami Czechura & Wombey, 1982
- Ctenotus inornatus (Gray, 1845)
- Ctenotus joanae Storr, 1970
- Ctenotus kurnbudj Sadlier, Wombey & Braithwaite, 1986
- Ctenotus kutjupa Hutchinson, Prates & Rabosky, 2022
- Ctenotus labillardieri (A.M.C. Duméril & Bibron, 1839)
- Ctenotus lancelini Ford, 1969
- Ctenotus lateralis Storr, 1978
- Ctenotus leae (Boulenger, 1887)
- Ctenotus leonhardii (Sternfeld(інші мови), 1919)
- Ctenotus maryani Aplin & Adams, 1998
- Ctenotus mastigura Storr, 1975
- Ctenotus mesotes Horner, 2009
- Ctenotus militaris Storr, 1975
- Ctenotus mimetes Storr, 1969
- Ctenotus monticola Storr, 1981
- Ctenotus nasutus Storr, 1969
- Ctenotus nigrilineatus Storr, 1990
- Ctenotus nullum Ingram & Czechura, 1990
- Ctenotus olympicus Hutchinson & Donnellan(інші мови), 1999
- Ctenotus ora Kay & Keogh, 2012
- Ctenotus orientalis Storr, 1971
- Ctenotus pallasotus Rabosky & Doughty, 2017
- Ctenotus pallescens Storr, 1970
- Ctenotus pantherinus (W. Peters, 1866)
- Ctenotus piankai Storr, 1969
- Ctenotus pulchellus Storr, 1978
- Ctenotus quattuordecimlineatus (Sternfeld, 1919)
- Ctenotus quinkan Ingram, 1979
- Ctenotus quirinus Horner, 2007
- Ctenotus rawlinsoni Ingram, 1979
- Ctenotus regius Storr, 1971
- Ctenotus rhabdotus Rabosky & Doughty, 2017
- Ctenotus rimacolus Horner & Fisher, 1998
- Ctenotus robustus Storr, 1970
- Ctenotus rosarium Couper, Amey & Kutt, 2002
- Ctenotus rubicundus Storr, 1978
- Ctenotus rufescens Storr, 1979
- Ctenotus rutilans Storr, 1980
- Ctenotus saxatilis Storr, 1970
- Ctenotus schevilli (Loveridge, 1933)
- Ctenotus schomburgkii (W. Peters, 1863)
- Ctenotus septenarius King, Horner & Fyfe, 1988
- Ctenotus serotinus Czechura, 1986
- Ctenotus serventyi Storr, 1975
- Ctenotus severus Storr, 1969
- Ctenotus spaldingi (Macleay, 1877)
- Ctenotus storri Rankin, 1978
- Ctenotus strauchii (Boulenger, 1887)
- Ctenotus striaticeps Storr, 1978
- Ctenotus stuarti Horner, 1995
- Ctenotus superciliaris Rabosky, Hutchinson, Donnellan, Talaba & Lovette, 2014
- Ctenotus taeniatus (Mitchell(інші мови), 1949)
- Ctenotus taeniolatus (White(інші мови), 1790)
- Ctenotus tanamiensis Storr, 1970
- Ctenotus tantillus Storr, 1975
- Ctenotus terrareginae Ingram & Czechura, 1990
- Ctenotus uber Storr, 1969
- Ctenotus vagus Horner, 2009
- Ctenotus vertebralis Rankin & Gillam, 1979
- Ctenotus xenopleura Storr, 1981
- Ctenotus youngsoni Storr, 1975
- Ctenotus zastictus Storr, 1984
- Ctenotus zebrilla Storr, 1981

## Етимологія
Наукова назва роду Ctenotus походить від сполучення слів дав.-гр. κτεις — гребінь і ους  — вухо.